# Pròtesi craniofacial
Les pròtesis craniofacials són pròtesis realitzades per individus formats en anaplastologia o  prostodòncia maxilofacial que ajuden a rehabilitar mèdicament aquells defectes facials causats per malalties (formes progressives càncer de pell i càncer de cap i coll), traumes (trauma de les orelles, trauma dels ulls) o defectes de naixement (microtia, anoftalmia). Tenen la capacitat de substituir gairebé qualsevol part de la cara, generalment les orelles, el nas o els  ulls / parpelles.

## Pròtesis oculars i capil·lars
Les pròtesi oculars i pròtesis capil·lars també es poden classificar com a pròtesis craniofacials. Les pròtesis es mantenen al lloc mitjançant adhesius biocompatibles, implants osseointegrats, imants o un altre mitjà mecànic (encara que rar), com ara ulleres o tirants. Les pròtesis estan dissenyades per ser el més semblants possible a l'anatomia natural de cada individu. El seu propòsit és cobrir, protegir i dissimular desfiguracions facials o subdesenvolupaments.
Quan la reconstrucció quirúrgica no és ideal, s'afavoreixen les pròtesis craniofacials quan poden restaurar millor la forma i la funció del tret facial absent. Les pròtesis craniofacials no es consideren únicament cosmètiques perquè apart que substitueixen la forma física i funcionalitat mecànica de l'anatomia absent, tenen un paper significatiu en l'estabilitat emocional i la rehabilitació dels que pateixen defectes facials.

## Als mitjans de comunicació
Al musical de 1986, The Phantom of the Opera, de Andrew Lloyd Weber, el personatge d'Erik porta una màscara facial per ocultar les seves deformitats facials.
A la pel·lícula de 2004, The Libertine, John Wilmot, segon comte de Rochester, que es mostra a l'actor nord-americà Johnny Depp, mostra una màscara facial per cobrir les nafres a la cara causades per la sífilis.
En el programa de televisió 2010 Boardwalk Empire, el personatge Richard Harrow porta una màscara de llauna amb ulleres per ocultar la desfiguració de la seva cara que va patir durant el seu servei com soldat a la Primera Guerra Mundial.